# Teodolinda de Leuchtenberg
Teodolinda Luísa Eugênia Augusta Napoleona de Beauharnais (em francês: Theodelinde Louise Eugénie Auguste Napoléone; Mântua, 13 de abril de 1814 - Estugarda, 1 de abril de 1857) foi uma princesa franco-alemã. Ela era filha do príncipe Eugênio de Beauharnais, Duque de Leuchtenberg e da princesa Augusta da Baviera, e membro da Casa de Beauharnais.

## Biografia

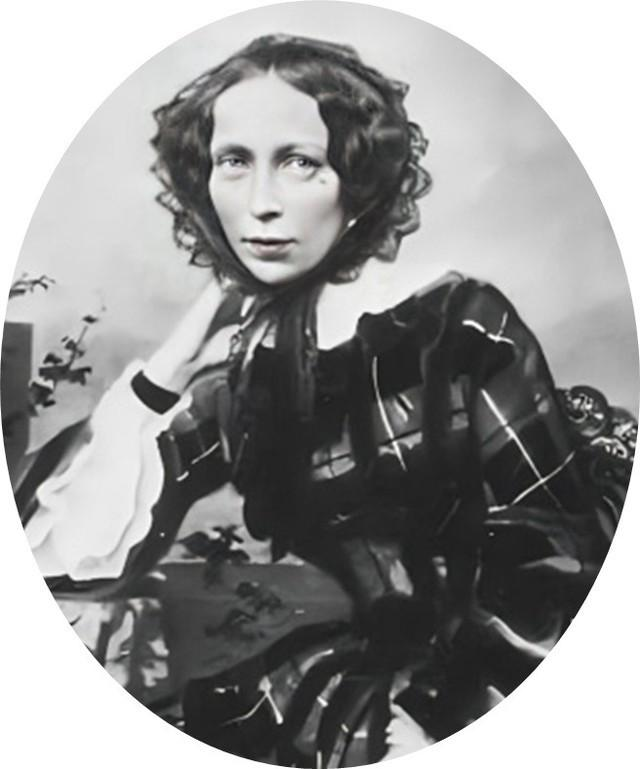
A única foto conhecida de Teodolinda.

Teodolinda era a quinta filha de Eugênio de Beauharnais, Príncipe da França, Vice-Rei da Itália, Príncipe de Veneza, Grão Duque de Frankfurt, Duque de Leuchtenberg, Príncipe de Eichstätt e filho adotivo de Napoleão Bonaparte, e filho da primeira esposa de Napoleão e imperatriz de França, era a sua avó paterna Josefina de Beauharnais. Esta, no entanto, morreu cerca de seis semanas após o nascimento do Teodolinda. Sua mãe era a princesa Augusta da Baviera, filha do rei Maximiliano I José da Baviera.

## Casamento e filhos

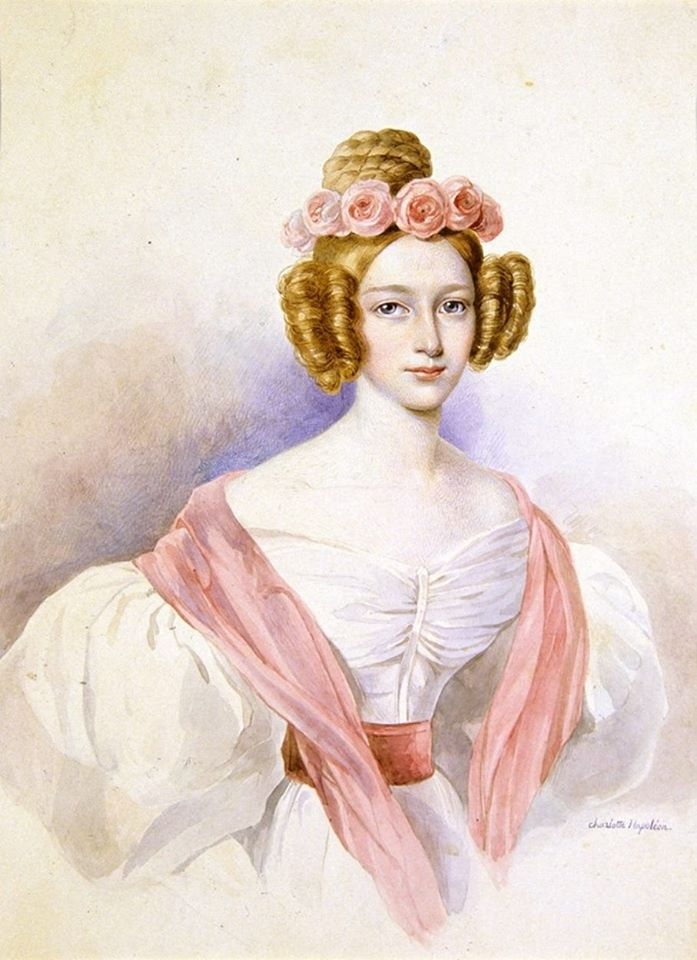
Uma aquarela retratando Teodolinda pintado por sua prima, Carlota Bonaparte, em 1834.

Em 8 de fevereiro de 1841, aos 26 anos, ela se casou em Munique com Guilherme, Conde de Württemberg (posteriormente Duque de Urach), cujo pai, Guilherme Frederico de Württemberg, era o irmão mais novo de Frederico II, o último Duque de Würtemberg, que Napoleão posteriormente (1806) elevou ao status de Rei de Württemberg, como Frederico I, e da czarina Maria Feodorovna esposa do czar Paulo I da Rússia. Ele também era primo da princesa Catarina de Württemberg, que se tornou a segunda esposa de Jerónimo Bonaparte, irmão mais novo de Napoleão, em 1807. O casal teve quatro filhas:
- Augusta Eugênia (1842-1916), casada em primeiras núpcias com o conde Rodolfo de Enzenberg e, em segundas núpcias, com o conde Francisco de Thun e Hohenstein. Ambas as uniões produziram descendência.
- Maria Josefina (1844-1864)
- Eugênia Amália (1848-1867)
- Matilde Augusta (1854-1907), casada com o príncipe Paolo Altieri de Oriolo e Viano, com descendência.

## Morte
Teodolinda morreu na manhã de 1 de abril de 1857, após uma curta doença (provavelmente tuberculose) aos 42 anos de idade, em Stuttgart. Seu corpo foi sepultado em Ludwigsburgo e seu coração foi enviado para Munique.

## Títulos
- 13 de abril de 1814 – 14 de novembro de 1817: Madame Teodolinda de Beauharnais
- 14 de novembro de 1817 – 8 de fevereiro de 1841: Sua Alteza Sereníssima, a Princesa Teodolinda de Leuchtenberg
- 8 de fevereiro de 1841 – 1 de abril de 1857: Sua Alteza Sereníssima, a Condessa Teodolinda de Württemberg